# Thung lũng Đền thờ
Thung lũng Đền thờ (phát âm tiếng Ý: [ˈvalle dei ˈtɛmpli]; Tiếng Anh: Valley of the Temples; tiếng Sicilia: Vaddi di li Tempri) là một địa điểm khảo cổ nằm tại Agrigento (Hy Lạp cổ đại là Akragas) thuộc đảo Sicilia, Ý. Đây là một trong những ví dụ nổi bật nhất về kiến trúc và nghệ thuật thời Đại Hy Lạp, một trong những điểm thu hút khách du lịch chính của hòn đảo và một Di tích quốc gia Ý. Khu di tích được UNESCO công nhận là Di sản thế giới từ năm 1997. Phần lớn việc khai quật và trùng tu các ngôi đền tại đây là do những nỗ lực của nhà khảo cổ học Domenico Lo Faso Pietrasanta (1783-1863) là công tước của Serradifalco từ năm 1809 đến 1812. Công viên khảo cổ và cảnh quan của Thung lũng Đền thờ là khu khảo cổ lớn nhất thế giới với 1.300 ha. Tuy được gọi là thung lũng nhưng địa điểm này lại nằm bên một sườn núi bên ngoài thị trấn Agrigento.

## Mô tả

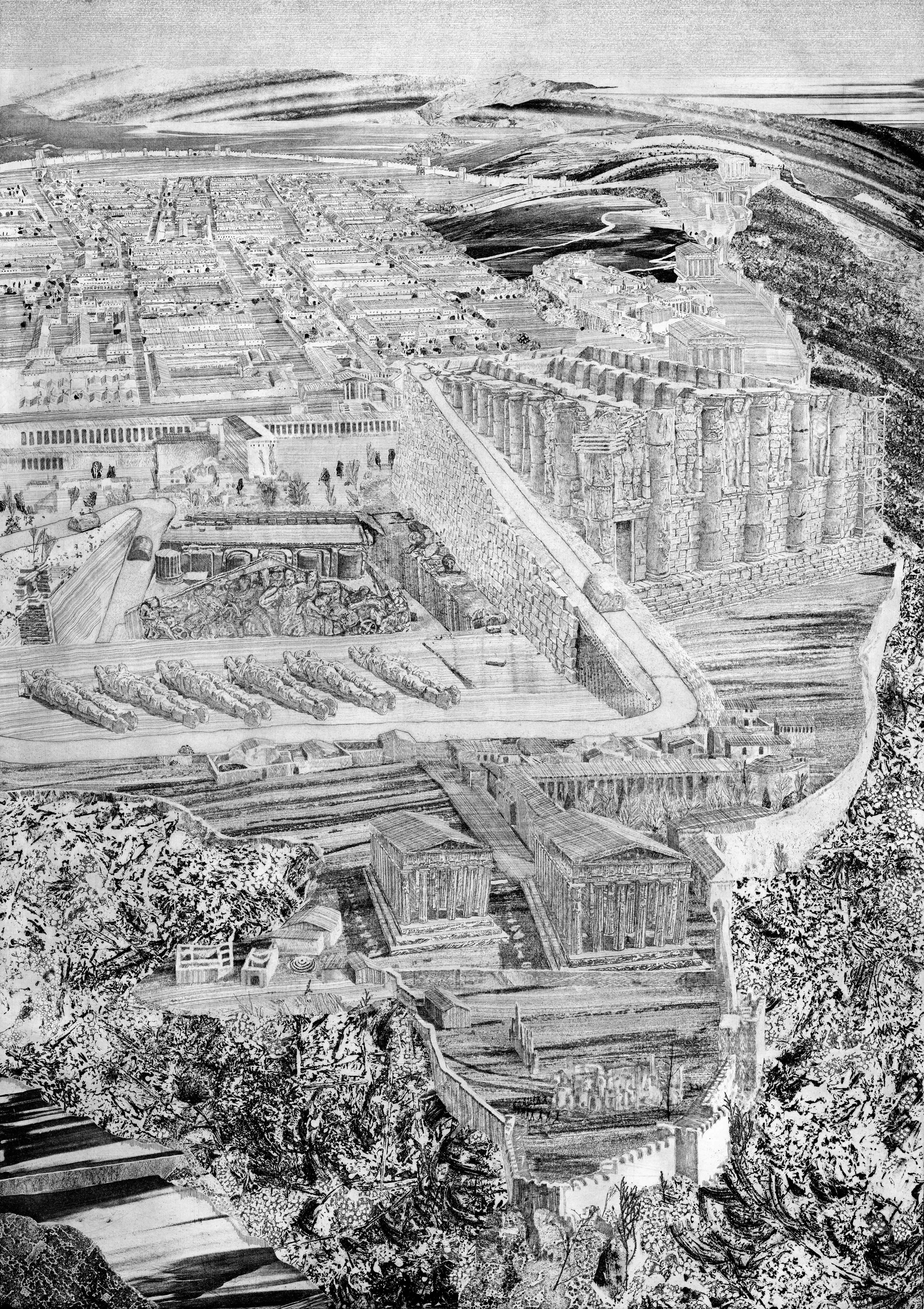
Akragas 406 TCN

Thung lũng bao gồm phần còn lại của 7 ngôn đền, tất cả đều mang phong cách kiến trúc Cột Doric. Ngoài tên Olympeion ghép theo truyền thống đơn thuần thời Phục Hưng thì các ngôi đền lần lượt là:
- Đền thờ Concordia: Cái tên xuất phát từ một dòng chữ La tinh gần đó và được xây dựng từ thế kỷ 5 TCN. Nó trở thành đền thờ vào thế kỷ 6 và hiện tại là một trong những đền thờ được bảo tồn nguyên ven nhất trong Thung lũng.
- Đền thờ Juno Lacinia: Là một đền thờ được xây dựng vào thế kyt 5 TCN. Nó bị thiêu hủy bởi những người Punic vào năm 406.
- Đền thờ Heracles: Là nơi thờ một trong những vị thần đáng tôn kính nhất tại Akragas cổ đại. Đây là ngôi đền cổ xưa nhất tại Thung lũng và đã bị phá hủy trong một trận động đất. Hiện giờ dấu tích của nó chỉ còn lại 8 cột đá.
- Đền thờ Olympian Zeus: Được xây dựng vào năm 480 TCN để ăn mừng chiến thắng trước Carthage, đây là đền thờ Doric lớn nhất về quy mô từng được xây dựng, mặc dù nó không bao giờ được hoàn thành và ngày nay chỉ còn lại đống đổ nát. Có một mô hình được dựng lên nằm tại Bảo tàng khảo cổ học Agrigento về đền thờ này.
- Đền thờ Castor và Pollux: Tàn tích của nó hiện là 4 cột đá được lắp ráp và tái thiết từ đầu thế kỷ 19 bằng cách sử dụng nhiều mảnh từ các ngôi đền khác.
- Đền thờ Vulcan: Đền thờ có từ thế kỷ thứ 5 TCN và được cho là một trong những công trình vĩ đại nhất trong thung lũng. Tuy được gọi là đền thờ Vulcan hay Hephaistos nhưng vị thần chính xác mà đền thờ được xây dựng đề thờ vẫn chưa được biết đến. Đây là một công trình hình tròn với các cột Doric được đặt trên một Crepidoma bốn bậc với 6x13 cột.
- Đền thờ Asclepius: Đền thờ nằm cách xa bức tường của thị trấn cổ. Đây là nơi những người hành hương tìm đến để chữa bệnh.

Đền thờ còn có một nơi gọi là Lăng mộ của Theron, là một tượng đài đá tuff núi lửa lớn có hình kim tự tháp. Các học giả cho rằng, công trình này được xây dựng để tưởng nhớ đến những người La Mã bị giết trong Chiến tranh Punic lần thứ hai.
Ở phía tây của thị trấn là phần còn lại của hai cổng VI và VII, và một trong số đó có lẽ nằm trên con đường đẫn đến đền thờ Heracles. Cổng còn lại có hai tòa tháp và hai vòng pháo đài bên ngoài, một trong số đó có tường dày 15 mét. Về phía bắc của thị trấn là cổng VIII và IX hiện bị bao quanh bởi các tòa nhà xây dựng bất hợp pháp. Tận cùng phía tây nơi Đền thờ Concordia tọa lạc là một nghĩa địa khổng lồ có từ thời cổ đại hoặc Trung cổ được xây dựng trên bể chứa nước. Những ngôi mộ và hầm mộ nhìn thấy bên trong khu vực gọi là hang đá Fragapane có niên đại từ thế kỷ thứ 4 sau CN. Cổng IV nằm gần lăng mộ Theron có lẽ là một trong những nơi quan trọng nhất của thị trấn, vì nó dẫn ra biển. Phía tây của đền thờ Olympeion là hai phần của lại của khu dân cư rộng 38 mét và được kết nối với nhau bằng một khu vực hình vuông với Cổng V. Ở phía bắc của Cổng V là một quảng trường bằng đá lớn dẫn đến "Thánh địa của các vị thần Chthonic".

## Hình ảnh

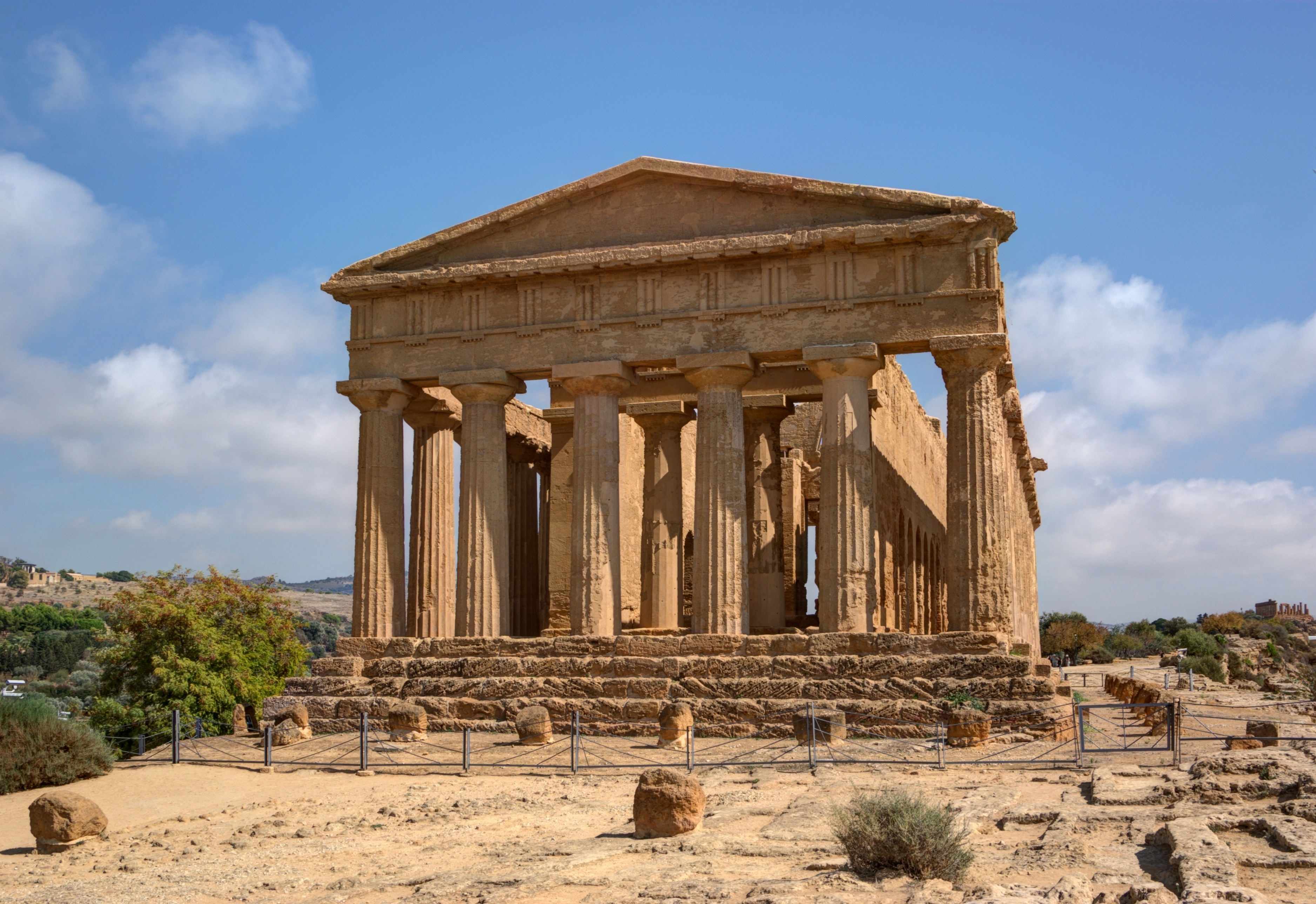
Đền thờ Concordia
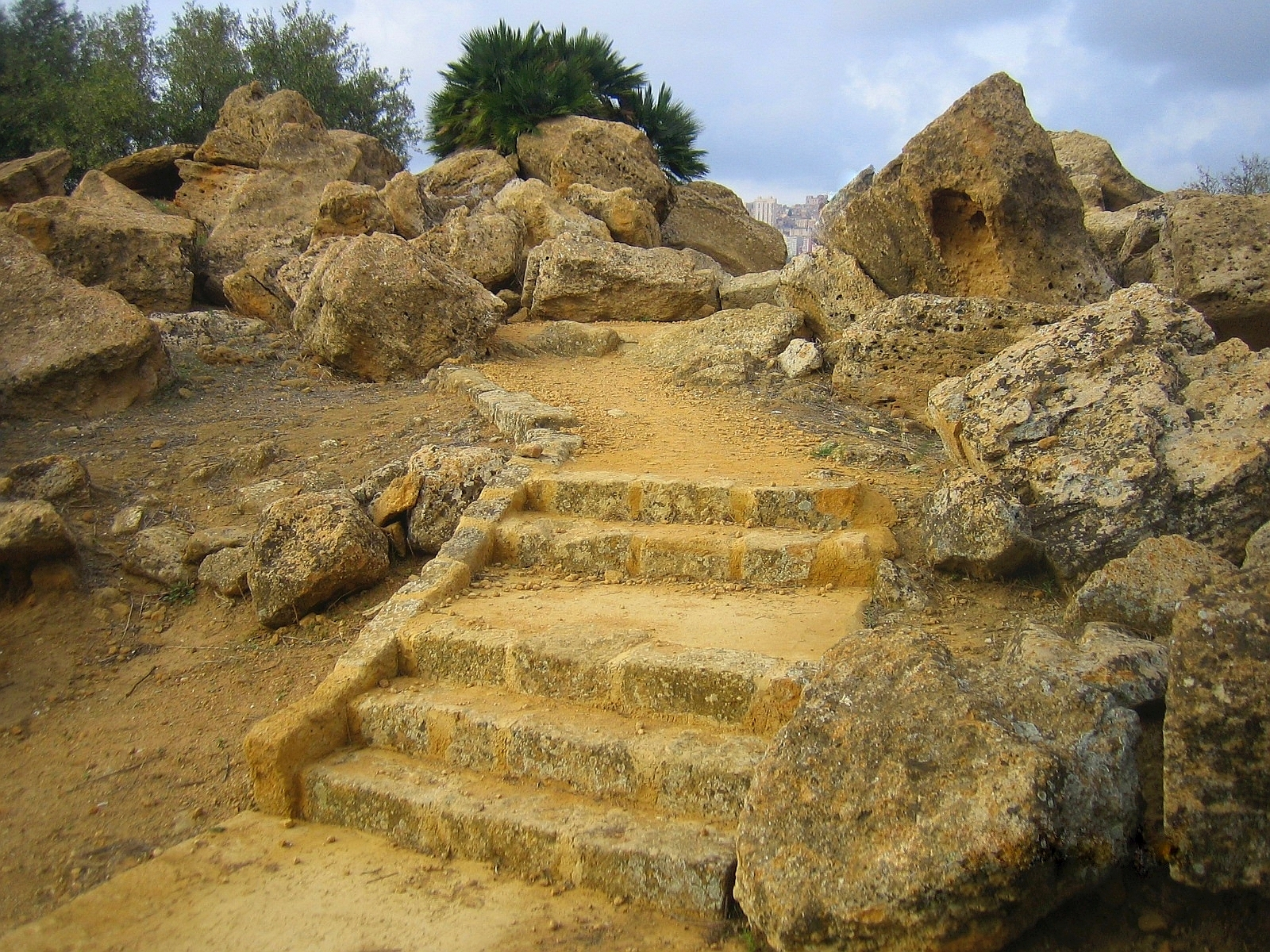
Đền thờ Zeus
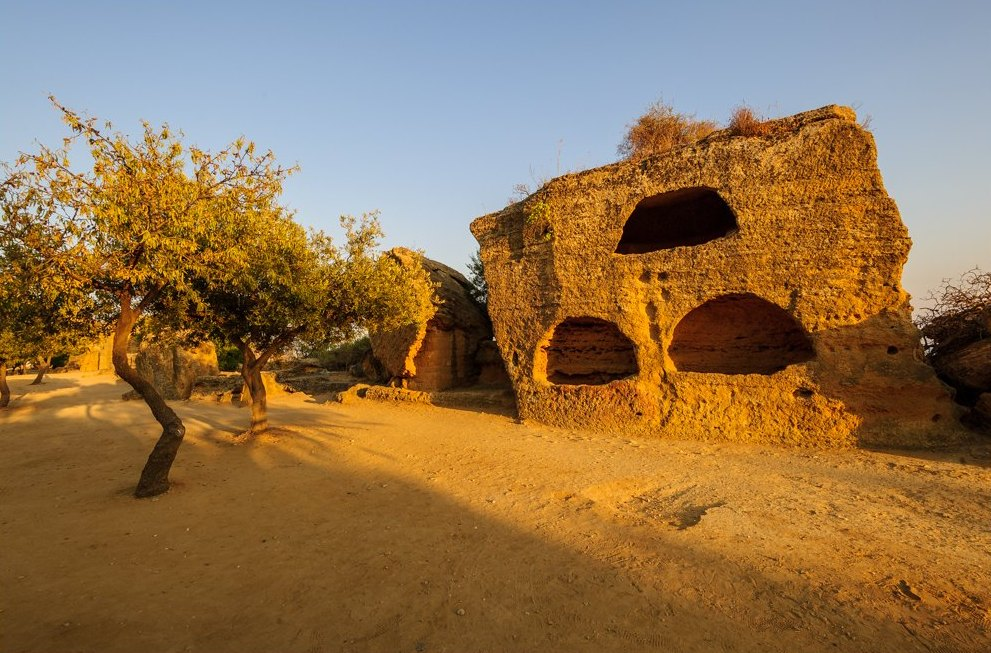
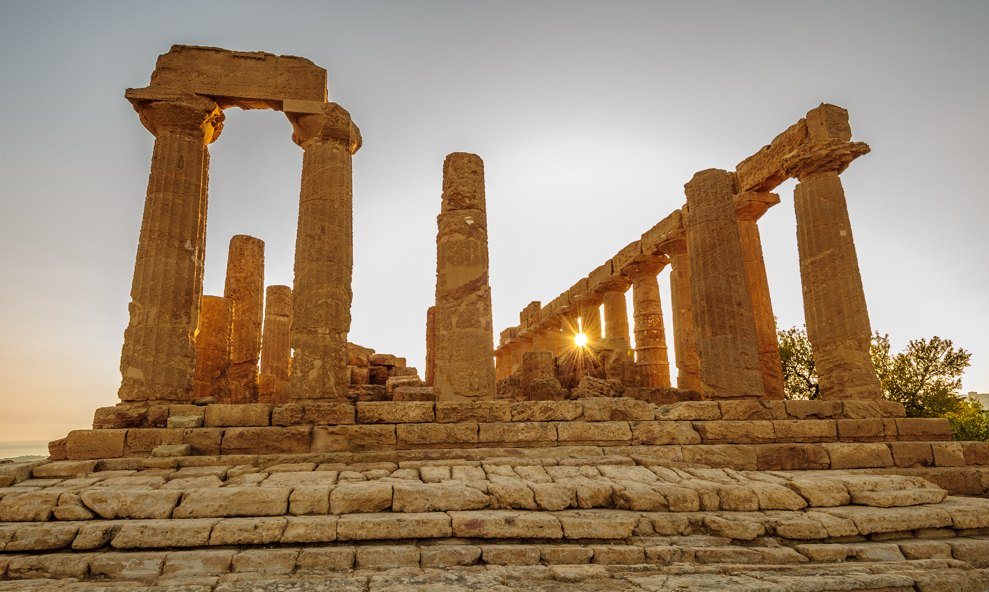
Đền thờ Juno
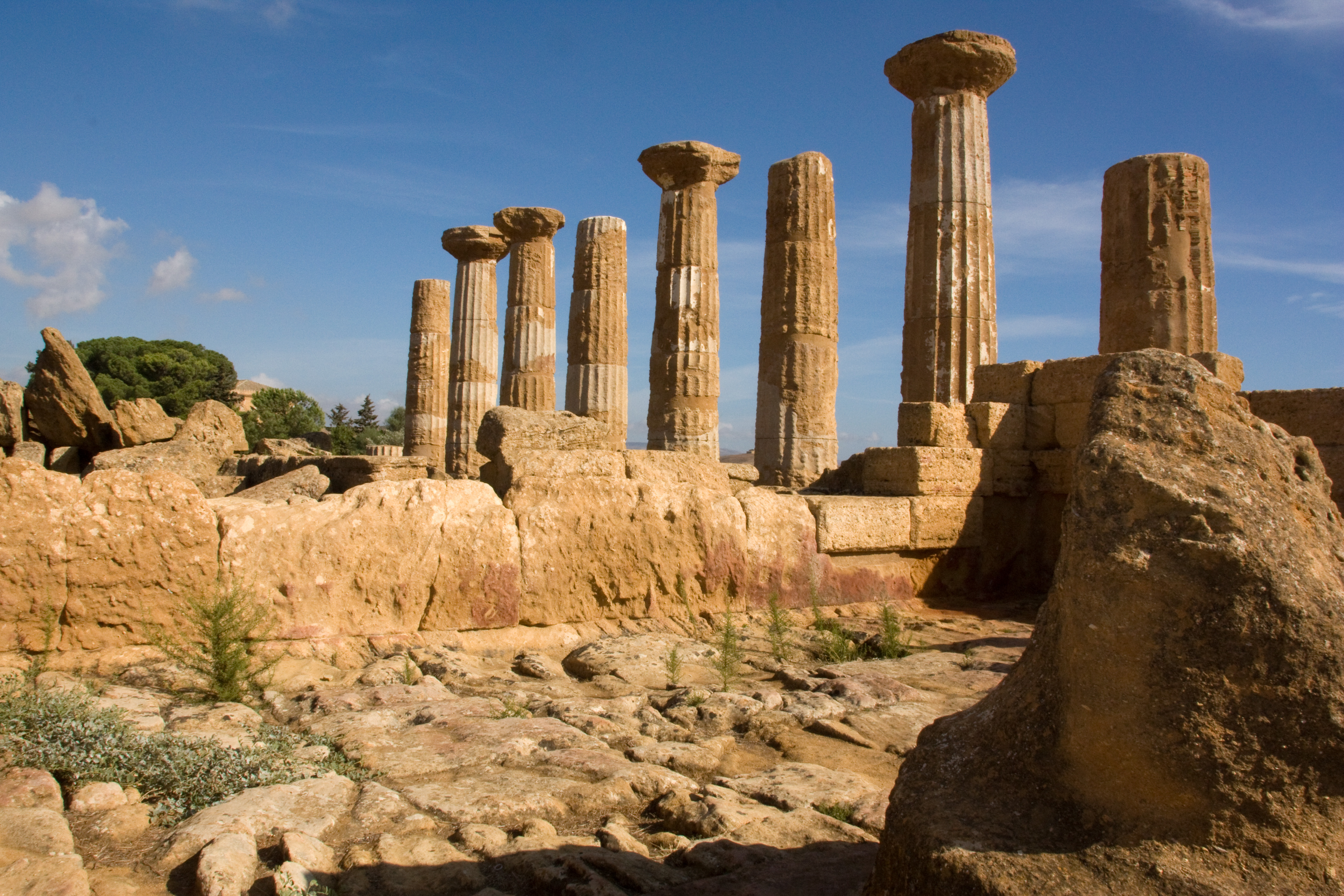
Đền thờ Hercules
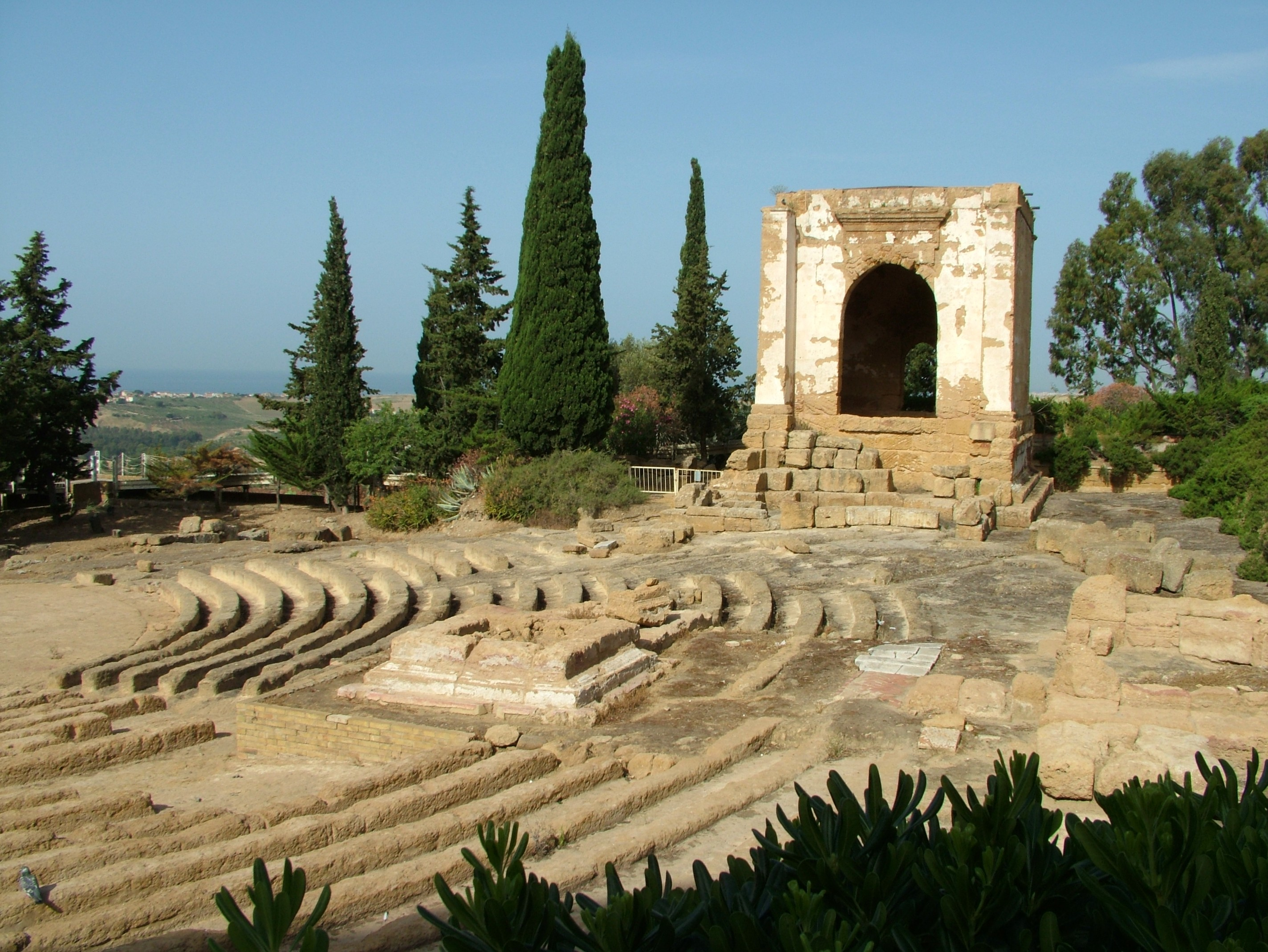
Bouleuterion Hy Lạp